# モントリオール理工科大学虐殺事件
モントリオール理工科大学虐殺事件（École Polytechnique Massacreまたはthe Montreal Massacre）は、1989年12月6日にカナダ・ケベック州モントリオールのモントリオール理工科大学で起きたフェミサイド並びにヘイトクライムである。
犯人はマルク・レピーヌ（Marc Lépine）という25歳の男で、半自動小銃と狩猟用ナイフを用いて女性ばかり28人を銃撃、うち14人を殺害、14人に怪我を負わせた後、自殺した。

## 概要
マルク・レピーヌは大学の教室に入り、男子学生と女子学生に分けた後、フェミニズムに反対していることを告げ、部屋にいた9人の女性を銃撃（うち6名は死亡）。その後レピーヌは、廊下からカフェテリアへ、そして別の教室へ移動しながら女性ばかりを銃撃。14人の女性を殺害、4人の男性と10人の女性に怪我を負わせた。その20分後、レピーヌは銃によって自殺した。
死者数は、カナダで発生した銃撃事件の中では、2020年にノバスコシア州銃撃事件で更新されるまで過去最大の事件となっていた。

## 動機
レピーヌはフランス系カナダ人の母親とアルジェリア人の父親の間に生まれ、子供の頃から父親に肉体的な虐待を受けるとともに、徹底した女性蔑視の思想を植え付けられた。彼のノートには政治的な動機と、フェミニズムによって自分の人生が台無しになったことが書かれていた。また、ノートには、レピーヌがフェミニストだと考え、殺したいと願ったと思われるケベックに住む19人の女性の名前が表になっていた。
彼はモントリオール理工科大学の受験に失敗し、その理由を追及した結果、「男性が占めていた理工科系の世界に女性が進出し始めたから」「男が座っていた椅子を新興勢力の女性が奪ったから自分は落ちた」という理屈を導き出した。そして「女は高等教育を受けるべきではない」、よって「行き過ぎた教育を女に施すフェミニストは殺害するべきだ」として虐殺事件を起こした。

## 影響
カナダではこの事件に隠された真相、そしてレピーヌの動機について様々な議論が巻き起こった。
多くのフェミニストの団体や公的機関は、この事件を反フェミニストが行った女性に対する社会的な暴力の代表例だとし、ホワイトリボンキャンペーンが立ち上げられるきっかけともなった。その結果、事件の起こった日は「女性への暴力を記憶し、それに対して立ち上がる国民記念日」とされた。今日に至るまで、メディアにおける暴力描写の氾濫を非難し続けているコメンテーターもいる。
その一方で、レピーヌが子供の頃に受けた虐待を強調したり、事件は孤独な狂人が行ったものだとして、大した社会問題ではないとする人もいる。コメンテータの中には、移民共同体における、メディアによる暴力や、貧困・孤立・差別の増加について批判する者もいる。
この事件によりカナダにおける銃規制はさらに厳しくなり、警察官の発砲行為に対する戦術的反応を変え、後にドーソン・カレッジ銃乱射事件において犠牲者を減らす努力につながったとされている。

## 後遺症

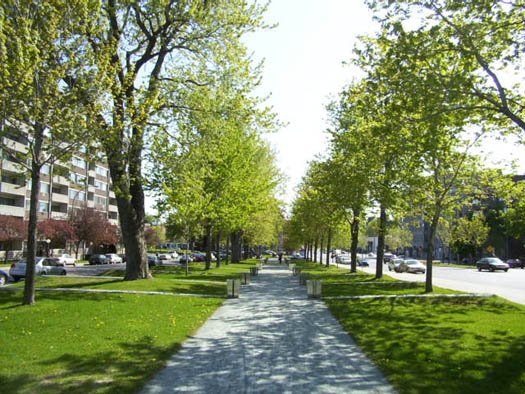
Rose-Marie Goulet の作品、Nef pour quatorze reines。モントリオール理工科大学虐殺事件の犠牲者を記憶するために作られた、ランドスケープ・アーキテクチャーと彫刻とを組み合わせた遊歩道

事件で負傷したり事件を目撃した学生や大学職員は、PTSDを含むさまざまな肉体的・社会的・実存主義的・経済的な苦痛を受けた。生徒の中には自殺を図ったものもいた。遺書は少なくとも2つあり、この事件にかかわってしまったことによる苦しみが自殺の理由となっている。事件から9年後、生存者たちは、いくばくかは和らいだもののいまだに自分たちの体験による影響が残っていることを伝えた。

### 警察の対応
警察は犯人に大量殺人を行うことができるほどの時間を与えてしまったことを厳しく非難された。最初に現場に駆け付けた警官たちが建物の周りに非常線を張ってその前で待機している間、7人の女性が次々に殺された。これを受けた警察は、2006年のドーソン・カレッジ銃乱射事件の際に緊急対応機関と連携して迅速に対処したため、犠牲者を女性1人に抑えることが出来た。

## 事件を題材にした作品
- ドゥニ・ヴィルヌーヴ監督の2009年の映画『静かなる叫び』